# Apachekolos magnus
Apachekolos magnus är en tvåvingeart som beskrevs av Scarbrough och Perez-gelabert 2005. Apachekolos magnus ingår i släktet Apachekolos och familjen rovflugor. Inga underarter finns listade i Catalogue of Life.